# Кошениль
Кошени́ль, или кошенильный червец, (фр. cochenille, от исп. cochinilla) — сборное название нескольких видов насекомых из надсемейства Coccoidea отряда полужесткокрылых, из самок которых добывают вещество, используемое для получения красного красителя — кармина.
Самка кошенили в молодости присасывается хоботком к растению, сосёт сок и никогда не двигается с места; здесь же она оплодотворяется и кладёт яйца.

## История

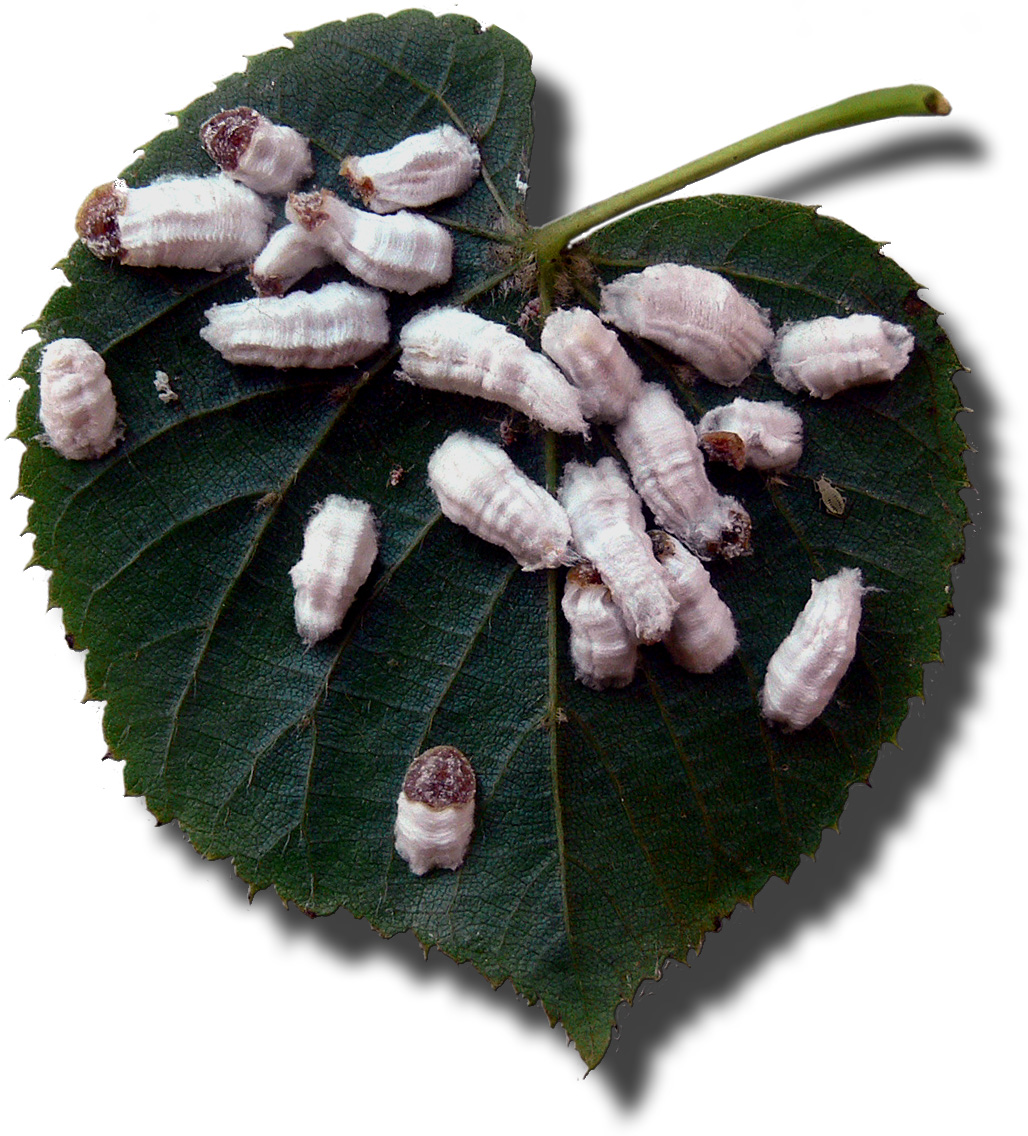
Кошенили на листе

Добыча кошенильного червеца неоднократно интересовала Российское правительство. Так Екатерина II указом 1768 года считала необходимым «обнародовать печатными листами… в наставление упражняющимся в сыскании в России краски червеца».
Позже, в 1804 году, граф Николай Румянцев обратился к князю Алексею Куракину с просьбой «собрать сведения о известном в Малороссии червеце». Собрав сведения, Куракин подаёт подробную опись червеца, его географическое распространение, способы сбора и употребления, а также тогдашние цены на червеца.
В XX веке с развитием производства синтетических красителей разведение кошенили резко сократилось, однако натуральный кармин ещё используется в некоторых отраслях промышленности: пищевой, парфюмерной и других, а также для окраски гистологических препаратов. Краска добывается путём умерщвления самок насекомого в уксусной кислоте, либо от воздействия высокой температуры.
В 2007 году на судебном процессе в Турции глава действующего в Турции Совета мира Фонда Святого Николая Муаммер Карабулут заявил, что кармин из мексиканской кошенили добавляют в кока-колу, и именно из-за этого кока-кола имеет коричневатый оттенок. Однако какими именно исследованиями это было установлено, не уточнил. Позднее на официальном сайте компании был размещён комментарий, опровергающий вхождение кармина в состав напитка.

## Виды кошенили
- Араратская кошениль (Porphyrophora hamelii) — распространена в Армении, Азербайджане[10], Турции и Иране[11][12]. Обитает на корнях злаков. О производстве кармина с помощью кошенили известно с древнейших времён[13]. Араратскую кошениль, прежде всего, использовали для получения красителя — «кирмиз» (перс. قرمز‎) и «вордан кармир» (арм. որդան կարմիր — червонный красный), который с античных времён довольно широко использовался в текстильной промышленности для окраски нитей и пряжи для производства тканей и ковров.
- Дубовая кошениль, несколько видов из рода кермесов (Kermes), живущих на вечнозелёных видах дуба (Quercus)[14][15] в Средиземноморье[16], прежде всего кермес средиземноморский (Kermes vermilio)[17], обитающий на дубе каменном (Quercus ilex)[18]. Содержит кермесовую кислоту C16H10O8[19]. Использовали для получения красителя кермеса[англ.] ярко-карминного или алого цвета[20][21][22]. Краситель имел большое экономическое значение до замены мексиканской кошенилью[18].
- Мексиканская кошениль (Dactylopius coccus) — живущая на кактусах рода опунция, получила самое широкое распространение. Богатая карминовой кислотой (до 95 %), она, в конечном итоге, вытеснила все остальные виды кошенили, применявшиеся в красильном деле. Ещё ацтеки усердно разводили кошениль на плантациях нопального кактуса[23]. Известный правитель ацтеков Монтесума брал дань с завоёванных им городов в виде двух тысяч украшенных одеял и 40 мешков мексиканской кошенили[24]. В Европу этот краситель был завезён испанцами из Центральной и Южной Америки в XVI веке, и, как свидетельствуют историки, объём его импорта был настолько велик, что уступал лишь серебру[25].
- Польская кошениль (Porphyrophora polonica) — распространена в Западной и Восточной Европе и европейской части России. Обитает на корнях земляники и некоторых других травянистых растений. Карминовый красный краситель, получаемый из самок польской кошенили, использовался для окраса пряжи при производстве украинских ковров[7].

## Использование человеком
Основным красящим веществом кошенили является карминовая кислота. Наибольшее количество карминовой кислоты (до 95 %) содержится в мексиканской и араратской кошенили. Существуют предположения, что араратская кошениль применялась для крашения ещё несколько тысячелетий тому назад (в VII веке до н. э.) Польская кошениль, помимо карминовой, содержит до 30 % кермесовой кислоты. Этот краситель использовали в Центральной и Северной Европе с VI века н. э. во время военных конфликтов, когда другие источники красных красителей были недоступны.